# 小川珈琲
小川珈琲株式会社（おがわコーヒー、英: OGAWA COFFEE CO., LTD.）は、京都府京都市右京区に本社を置くコーヒーの製造会社。子会社である小川珈琲クリエイツは、京都市内を中心に直営の喫茶店を多数設置している。

## 概要
小川秀次が南太平洋のラバウル（パプアニューギニア）へ向かったときに珈琲と出会い、1952年に京都市中京区で創業し、1957年に小川珈琲株式会社を設立した。
1970年、小川珈琲株式会社の直営喫茶店を伏見に開設した。以後、京都を中心に直営喫茶店を次々に開設する。
1974年、直営店および喫茶店12店舗を統括し、株式会社オリバーコーヒーを設立した。1998年に株式会社小川珈琲クリエイツに社名を変更する。
現在はコーヒーの製造および紅茶、コーヒー器具等の卸売、販売を小川珈琲が、直営店、喫茶店およびコーヒーの通信販売を小川珈琲クリエイツが行っている。そして製品開発は両社が共同して行っている。

## 沿革
- 1952年 - 創業者小川秀次が個人営業をもって京都市中京区に創業
- 1957年 - 小川珈琲株式会社設立
- 1970年 - 京都市伏見区に直営1号店を開設
- 1974年 - 直営店を統括し、株式会社オリバーコーヒー設立
- 1997年 - 代表取締役社長に小川秀明が就任
- 1998年 - オリバーコーヒーが小川珈琲クリエイツに社名変更
- 2000年 - 小川珈琲がISO9001認定取得
- 2008年 - 小川珈琲、小川珈琲クリエイツがプライバシーマーク認定を取得
- 2013年 - 小川珈琲ホールディングス株式会社設立
- 2015年 - 初の海外店舗をボストンに開店[4]。

## 特色
ブラジルのサントス市商工会議所が認定した珈琲鑑定士（CLASSIFICADOR DE CAFÉ）や焙煎士による豆の品質検査を行い、コーヒー通の中で「古都の珈琲職人」という高い評価を受けている。社員が豆の買い付けから焙煎、卸、販売までを手がける「珈琲職人のコーヒー」を掲げている。
職員には、「ジャパンバリスタチャンピオンシップ'08-'09』（日本スペシャルティコーヒー協会主催）優勝、「ワールドラテアートチャンピオンシップ2008」世界第3位入賞などの実績を持つバリスタ・岡田章宏や、「ジャパンラテアートチャンピオンシップ」で2011-2012年と2年連続優勝した大澤直子など、協議会で優勝、入賞したバリスタが複数いる。
有機農産物の規格ができる前から有機栽培の豆を扱っており、2001年に有機JAS認定を京都工場にて取得した。
2003年に国際フェアトレードラベル機構とライセンス契約を結び、フェアトレードによって作られたコーヒー豆の販売を行っている。フェアトレード認証を受けたコーヒーの売り上げが日本でもっとも多い。2005年には、アメリカのスミソニアン協会渡り鳥センターが認証するバードフレンドリー認証コーヒーを、日本で初めて発売した。
自宅で美味しいコーヒーを飲んでもらうことを目的に、月1回、本社でコーヒー教室を開いて実践指導している。

## 直営店

### 現在運営している店舗
現行店舗に関することはホームページを参照のこと
京都府
- 本店
- 京都三条店
- 白梅町店
- 洛西店
- OGAWA COFFEE 京都駅中央口店
- OGAWA COFFEE 京都駅店

大阪府
- イオンモール大日店
- イオンモール和泉府中店

滋賀県
- 野洲店

神奈川県
- たまプラーザ店

埼玉県
- イオン越谷レイクタウン店

### 過去に存在した店舗
千葉県
- 南船橋店（2016年7月31日閉店）[14]

東京都
- 吉祥寺店（2017年9月24日閉店）[15]

神奈川県
- 横浜サウスウッド店（2015年12月6日閉店）[16]

愛知県
- 一宮店（2012年8月19日閉店）[17]
- 鳴海店（2017年11月30日閉店）[18]
- ロースターズ長久手店（2018年1月14日閉店）[19]

滋賀県
- 草津店（2015年1月12日閉店）[20]
- 堅田店（2015年8月23日閉店）[21]
- 彦根店（2016年1月11日閉店）[22]

京都府
- シンフォニア御池店（2010年10月1日開店[23]、2011年6月30日閉店[24]）
- 平安茶寮（2013年5月28日閉店）[25]
- Ogawa Coffee The Cafe 河原町三条店（2013年8月18日閉店）[26]
- 西小路店（2015年12月6日閉店）[27]
- 伏見店（2016年7月31日閉店）[28]
- 大久保店（2018年1月14日閉店）[29]

大阪府
- イオンモール大阪ドームシティ店（2016年5月15日閉店）[30]
- 住道店（2016年7月31日閉店）[31]
- 枚方店（2018年1月8日閉店）[32]

奈良県
- 橿原店（2011年4月30日閉店）[33]

## 不祥事

### 虚偽表示
2013年11月21日、小川珈琲クリエイツは、35店舗でメニューに虚偽表示があったとし、その店名を明らかにした。 直営店32店舗とのれん分けした3店舗で2006年9月から2013年11月まで、メニューに「バタートースト」と表記しながら、実際には「マーガリン」を使用するなどしていた。 提供した人数については今の段階では調べる方法がなく、返金する予定はない。

### 除草剤成分付着
2017年10月5日、全国のスーパーなどで販売した「京都小川珈琲カフェオレ190ml」のパッケージに、除草剤に使われる成分「トリフルラリン」が付着しているとして、27600本余りを回収すると発表した。付着の原因は調査中。